# Distretto di Choras
Il distretto di Choras è uno degli otto distretti della provincia di Yarowilca, in Perù. Si trova nella regione di Huánuco e si estende su una superficie di 61.14 chilometri quadrati.